# Grycewo
Grycewo – osada w Polsce, w województwie warmińsko-mazurskim, w powiecie kętrzyńskim, w gminie Korsze.
Zabudowania Grycewa stanowiły dawniej folwark Grützau, a około 1,3 km na południe od niego leżało gospodarstwo zwane Tamperboths. W 1949 roku oficjalnie przyjęto polskie nazwy dla obu miejscowości – Gnojewo dla Tamperboths i Krzeszewo dla Grützau, jednak zabudowania dawnego Tamperboths zostały rozebrane, a nazwa Gnojewo przeszła z czasem na obszar dawnego Grützau. 1 stycznia 2025 roku Gnojewo przemianowano na Grycewo.
W latach 1975–1998 miejscowość administracyjnie należała do województwa olsztyńskiego.